# Chromis nitida
Chromis nitida là một loài cá biển thuộc chi Chromis trong họ Cá thia. Loài này được mô tả lần đầu tiên vào năm 1928.

## Từ nguyên
Tính từ định danh nitida trong tiếng Latinh mang nghĩa là "sáng bóng, lấp lánh", không rõ hàm ý, có lẽ đề cập đến phần thân màu trắng của loài này.

## Phạm vi phân bố và môi trường sống
C. nitida là loài đặc hữu của vùng biển phía đông nước Úc, bao gồm cả đảo Lord Howe, nhưng chủ yếu được tìm thấy ở khu vực trung tâm và phía nam rạn san hô Great Barrier, xa nhất ở phạm vi phía nam là đảo Montague (bang New South Wales).
C. nitida sống thành đàn lớn trên đới sườn sốc của rạn san hô viền bờ và trong đầm phá, đặc biệt là những khu vực có nhiều san hô ở độ sâu đến ít nhất là 40 m.

## Mô tả
C. nitida có chiều dài cơ thể lớn nhất được ghi nhận là gần 9 cm. Cơ thể có hai màu nổi bật với một dải sọc nâu sẫm/đen nhạt kéo dài từ mõm băng ngược lên thân trên đến gai vây lưng, chạy dọc theo rìa ngoài vây lưng. Vùng thân phía trên sọc đen này có màu vàng nâu (lan rộng lên phần gai vây lưng), vùng thân còn lại bên dưới sọc đen là màu trắng. Phía cuối vây lưng và vây hậu môn trong mờ; vây hậu môn cũng có một dải màu nâu sẫm ở rìa ngoài. Vây đuôi màu trong mờ với các dải đen trên mỗi thùy đuôi; dải đen thùy trên còn kéo dài dọc theo rìa trên của cuống đuôi đến gốc tia vây lưng sau cùng. Vây ngực và vây bụng trong mờ đến trắng nhạt với một đốm đen ở gốc vây ngực.
Số gai ở vây lưng: 13; Số tia vây ở vây lưng: 11–13; Số gai ở vây hậu môn: 2; Số tia vây ở vây hậu môn: 9–11; Số tia vây ở vây ngực: 18–19; Số gai ở vây bụng: 1; Số tia vây ở vây bụng: 5; Số vảy đường bên: 17–19; Số lược mang: 29–32.

## Sinh thái học
Thức ăn của C. nitida là động vật phù du. Cá đực có tập tính bảo vệ và chăm sóc trứng; trứng có độ dính và bám vào nền tổ.